# Carl Eduard Adolph Petzold
Carl Eduard Adolph Petzold (* 14. Januar 1815 in Königswalde, (Neumark); † 10. August 1891 in Blasewitz) war ein deutscher Gartengestalter.

## Leben
Der Sohn des Pfarrers Carl Friedrich Christian Petzold kam 1826 nach Muskau, wohin sein Vater als Superintendent gerufen worden war, und besuchte dort die Schule, sodann von 1828 bis 1831 die Lateinschule in Halle an der Saale. 1831 wurde er Lehrling in der Gärtnerei des Parkschöpfers, des Fürsten Hermann von Pückler-Muskau in Muskau, der auf sein Leben und Wirken großen Einfluss gewann. Petzold wurde von dessen Hofgärtner (späterhin Parkinspektor) Jacob Heinrich Rehder grundlegend gefördert. 1834 erhielt er den Gehilfenbrief.

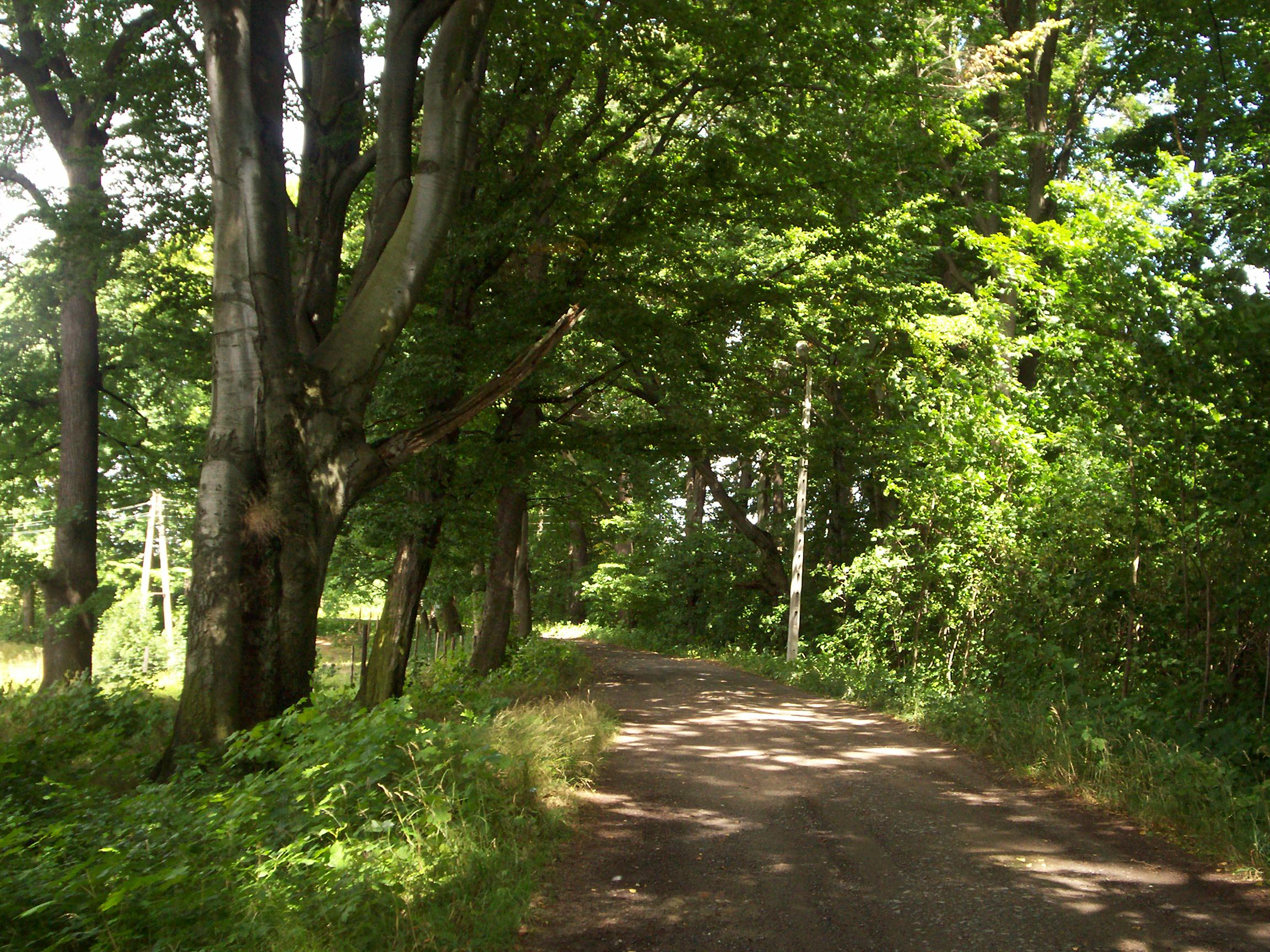
Blick in den Park des Schlosses Matzdorf

Petzold legte von 1835 bis 1838 die erste seiner Parkschöpfungen in Matzdorf im Landkreis Löwenberg an. Späterhin entwickelte er Pücklers Ideen eigenständig weiter. Frühe Anstellungen erlaubten ihm eine ausgedehnte Reisetätigkeit zu Parkstudien. Von 1844 bis 1852 war er Großherzoglich-Weimarer Hofgärtner in Ettersburg und Weimar, und von 1852 bis 1872 leitete er als „Park-Inspector“ des neuen Standesherren, des Prinzen Wilhelm Friedrich Karl von Oranien-Nassau, die Arbeiten an Pücklers Park zu Muskau, nachdem dieser bereits 1845 die Standesherrschaft Muskau hatte verkaufen müssen. 1852 wurde Petzold – der Höhepunkt seiner Laufbahn – zum Parkdirektor der Niederlande berufen und blieb dies bis 1872.
Er konzipierte insgesamt 174 Parks und Gartenanlagen zumal in Schlesien, Thüringen, den Niederlanden, Sachsen, Westpreußen, Böhmen und Brandenburg, aber auch in Kongresspolen, Bulgarien und der Türkei, darunter viele – meist untergegangene – Gutsparks.
Mehrfach war er als Vorsitzender und Jurymitglied bei internationalen Ausstellungen tätig, so 1873 auf der Weltausstellung in Wien sowie auf den Gartenausstellungen 1877 in Amsterdam und 1885 in Berlin.
Eine Gedenktafel am Alten Schloss in Bad Muskau erinnert an ihn.

## Werke (Auswahl)

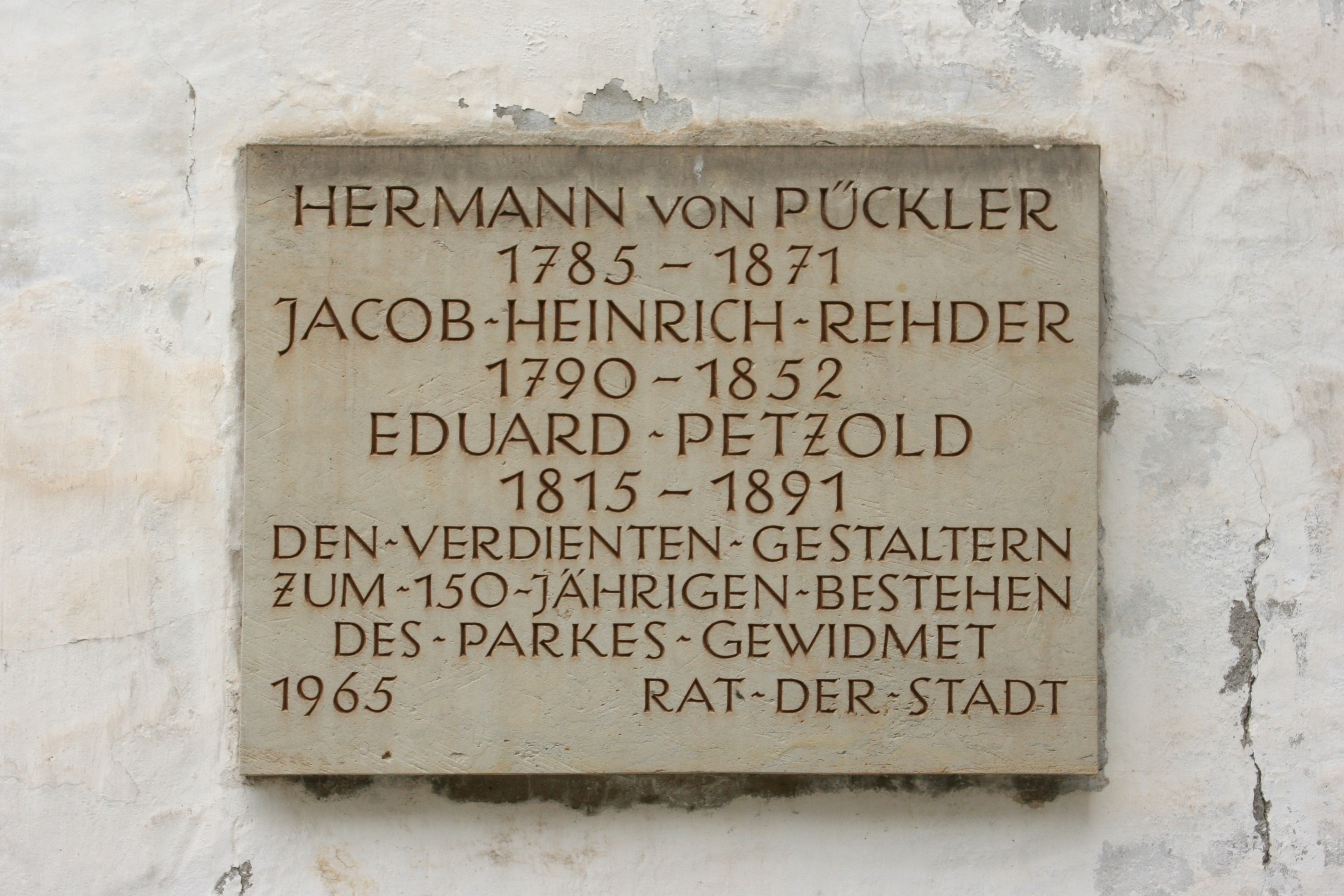
Gedenktafel in Muskau

- 1838–1843 Park am Schloss Neuenhof (Eisenach)[1]
- 1839–1843 Landschaftspark Dürrerhof bei Eisenach[2]
- Ab 1844 Umgestaltung des Parks von Schloss Ettersburg[3]
- 1846–1850 Umgestaltung des Schlossparks Tiefurt (im Nordosten Weimars)
- 1848–1852 Park an der Ilm
- 1847 Planung des westlichen und nördlichen Parkbereichs von Schloss Altenstein
- 1853: Schwanenteichpark in Zwickau
- 1862 Garten der Villa Wiedemann, Bahnhofstr. 49 in Apolda
- 1864 Pläne zum Schlosspark Salaberg (seit 1973 Tierpark) in Stadt Haag (Österreich)
- 1864 Planung des Parks von Schloss Beyernaumburg
- 1865 Schlosspark um Schloss Braunau
- 1866 Planung des Landschaftsparks von Schloss Bodelschwingh
- 1866 Erweiterung des Brühlparks an der Bode in Quedlinburg
- 1866/1867 landschaftliche Umgestaltung des Schlossparks Finckenstein in Westpreußen
- Park der Schlossanlage Wilhelmsthal
- 1869 Park in Böhmisch Aicha
- um 1870 Umgestaltung der Parkanlage des Schlosses Planitz in Zwickau
- 1872 Landschaftspark am Schloss Staden in der Wetterau
- 1872 Planung für den Fürstlich Greizer Park in der Residenzstadt Greiz
- um 1880 Stadtpark Eisenach[2]
- 1890/1891 Schlosspark in Lissa an der Elbe

Zudem publizierte er zahlreiche Fachbücher und -aufsätze (siehe Rohde 1998, S. 305 f.). 1874 erschien sein Band Fürst Hermann von Pückler-Muskau in seiner Bedeutung für die bildende Gartenkunst.